# Костянтинівська сільська рада (Пологівський район)
| Костянтинівська сільська рада — колишній орган місцевого самоврядування у Пологівському районі Запорізької області з адміністративним центром у с. Костянтинівка. Історична дата утворення: в ? році. Сільській раді були підпорядковані населені пункти: - с. Костянтинівка - с. Решетилівське - с. Чумацьке |

## Склад ради
Рада складалася з 14 депутатів та голови.

### Керівний склад ради
| ПІБ                          | Основні відомості                                                         | Дата обрання | Дата звільнення |
| ---------------------------- | ------------------------------------------------------------------------- | ------------ | --------------- |
| Дмитренко Наталія Миколаївна | Сільський голова, 1971 року народження, освіта, член народної партії      | 26.03.2006   | 31.10.2010      |
| Дмитренко Наталія Миколаївна | Сільський голова, 1971 року народження, освіта вища, член Партії регіонів | 31.10.2010   |                 |

Примітка: таблиця складена за даними джерела